# Pál Fried

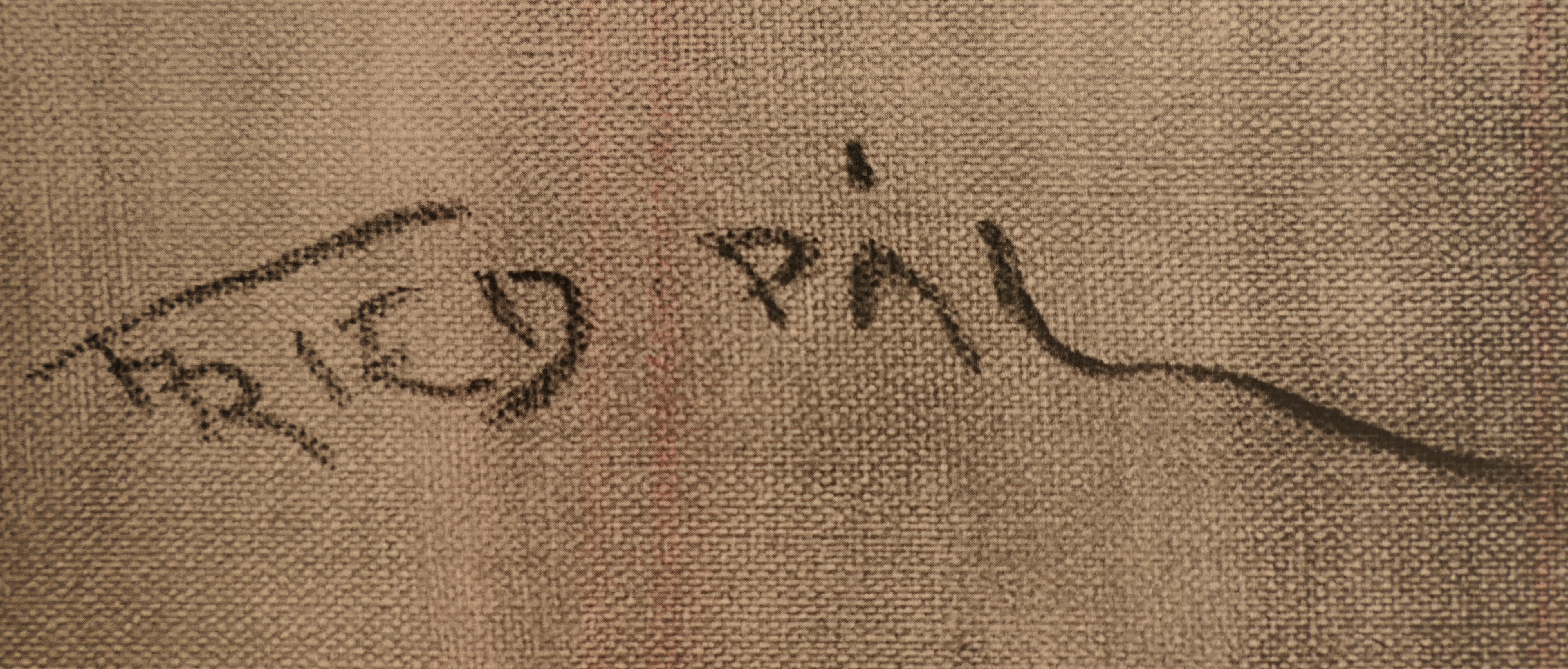
Firma dell'artista.

Pál Fried (Budapest, 16 giugno 1893 – New York, 6 marzo 1976) è stato un artista ungherese naturalizzato statunitense famoso come pittore specialmente di ritratti eseguiti a giovani donne, alcune anche appartenenti a quello che cominciava a essere chiamato jet-set, e poi di nudi, e di scene di genere western, orientalista, ispanico.

## Biografia
Pál Fried è nato a Budapest, in Ungheria, il 16 giugno 1893. Naturalmente portato per la pittura, ha ricevuto la sua prima educazione artistica presso la Magyar Kepzömüvészeti Egyetem (l'Università Ungherese di Belle Arti) che era stata fondata nel 1872, dove divenne allievo di Hugo Pohl che fu il suo primo maestro e sotto la cui guida eseguì molti ritratti di nudi e scene orientaliste.

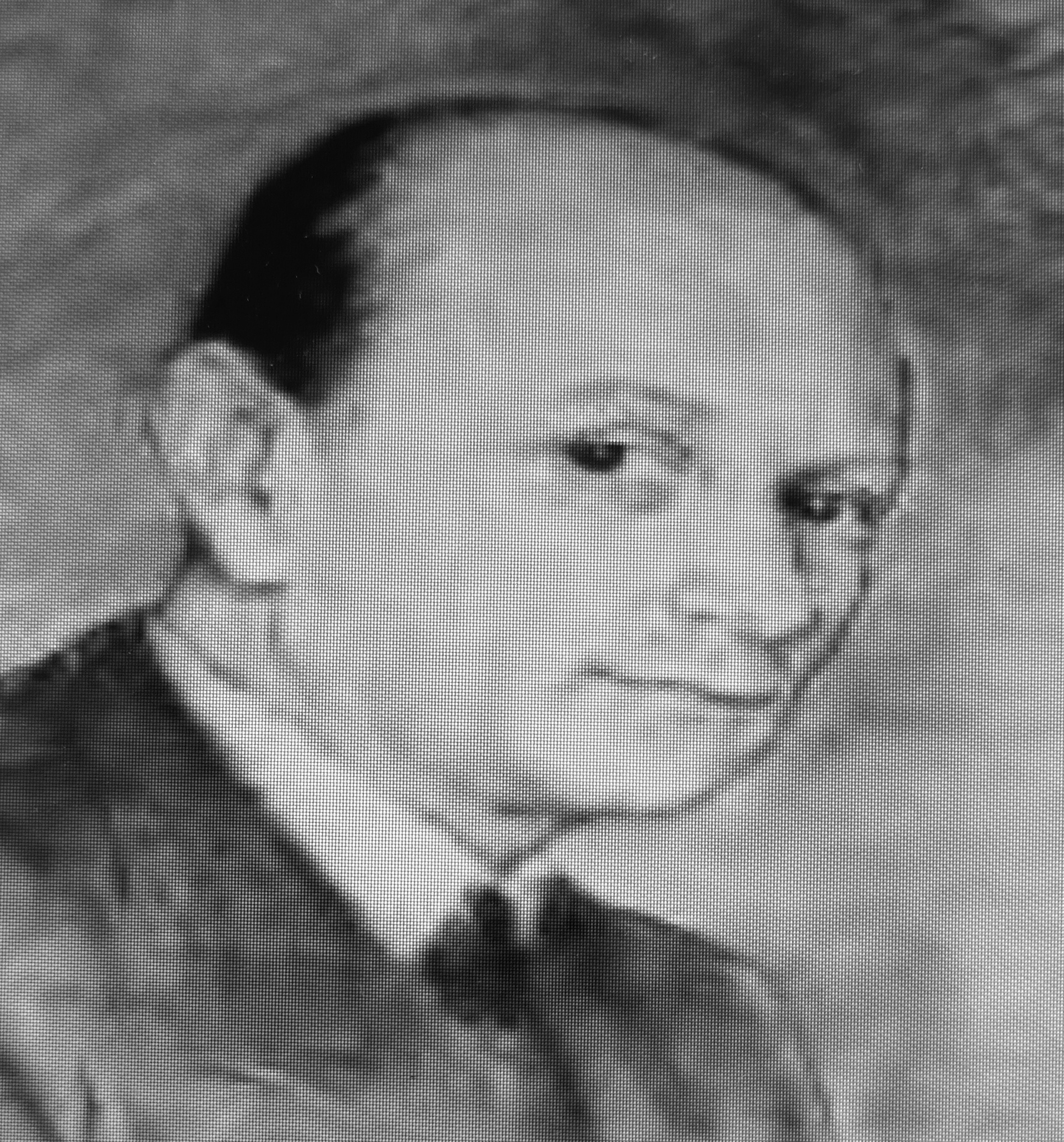
Autoritratto (part.) 1932

In seguito ha soggiornato a lungo a Parigi per studiare all'Académie Julian, fondata nel 1867 dal pittore Rudolph Julian. Qui ebbe come maestri Claude Monet e Lucien Simon e qui iniziò ad approfondire l'uso della luce e del colore per i suoi dipinti. Inoltre, frequentando questo ambiente parigino restò fortemente influenzato dagli altri Impressionisti francesi, in particolare da Pierre-Auguste Renoir e da Edgar Degas. E fu anche affascinato dalla stessa città di Parigi, le cui vedute diventeranno gli sfondi e l'ambientazione di moltissimi suoi quadri.
Fece alcuni viaggi in Spagna e in Africa e anche la visione di questi luoghi pieni di luminosità e di colori intensi gli fece acquisire una particolare padronanza nell'uso pittorico della luce e del movimento. Sono di questo periodo numerosi dipinti di ballerine e di ballerini di flamenco, di donne nere, di artisti circensi.
Durante il periodo della sua permanenza a Budapest Pál Fried espose alla Galleria Mücsarnok e tenne anch'egli una sua scuola privata, dove ebbe fra gli allievi Mária Szánthó, una pianista che aveva iniziato a dedicarsi alla pittura, e che per questo divenne poi famosa in Ungheria, il Paese natale dove ella rimase per tutta la sua lunghissima vita, e della quale influenzò notevolmente lo stile pittorico.
Invece Pál Fried nel 1946, terminata la seconda guerra mondiale, lasciò l'Ungheria e si trasferì negli Stati Uniti e qui ottenne la cittadinanza nel 1953. Si stabilì prima a Los Angeles, nella zona di Hollywood, per tutti gli anni cinquanta e sessanta del Novecento, e successivamente a New York City, dove poi insegnò anche alla New York Academy of Art.
In America grazie alle sue doti artistiche e al suo lavoro di ritrattista anche di celebrità come Marilyn Monroe, le sorelle Gabor (anch'esse come lui emigrate da Budapest), l'attore Will Rogers, il governatore Herbert H. Lehman, e di altri notabili, ebbe fama e onori e un notevole successo finanziario. I suoi dipinti furono appesi, assieme a quelli di altri artisti rinomati, alle pareti del famoso Haussner's Restaurant (chiuso nel 1999) di Baltimora nel Maryland. Tuttavia va anche detto che la critica non gli risparmiò mai i rimproveri per aver dissipato il suo innegabile talento artistico per privilegiare invece un tipo di pittura decisamente "commerciale".
Pál Fried si spense il 6 marzo 1976 a New York City nella sua casa al 1737 di York Avenue all'età di 82 anni, quattro giorni dopo la scomparsa della sua amata moglie Eva che era stata la sua Musa ispiratrice e la sua modella per innumerevoli dipinti.

## Le opere

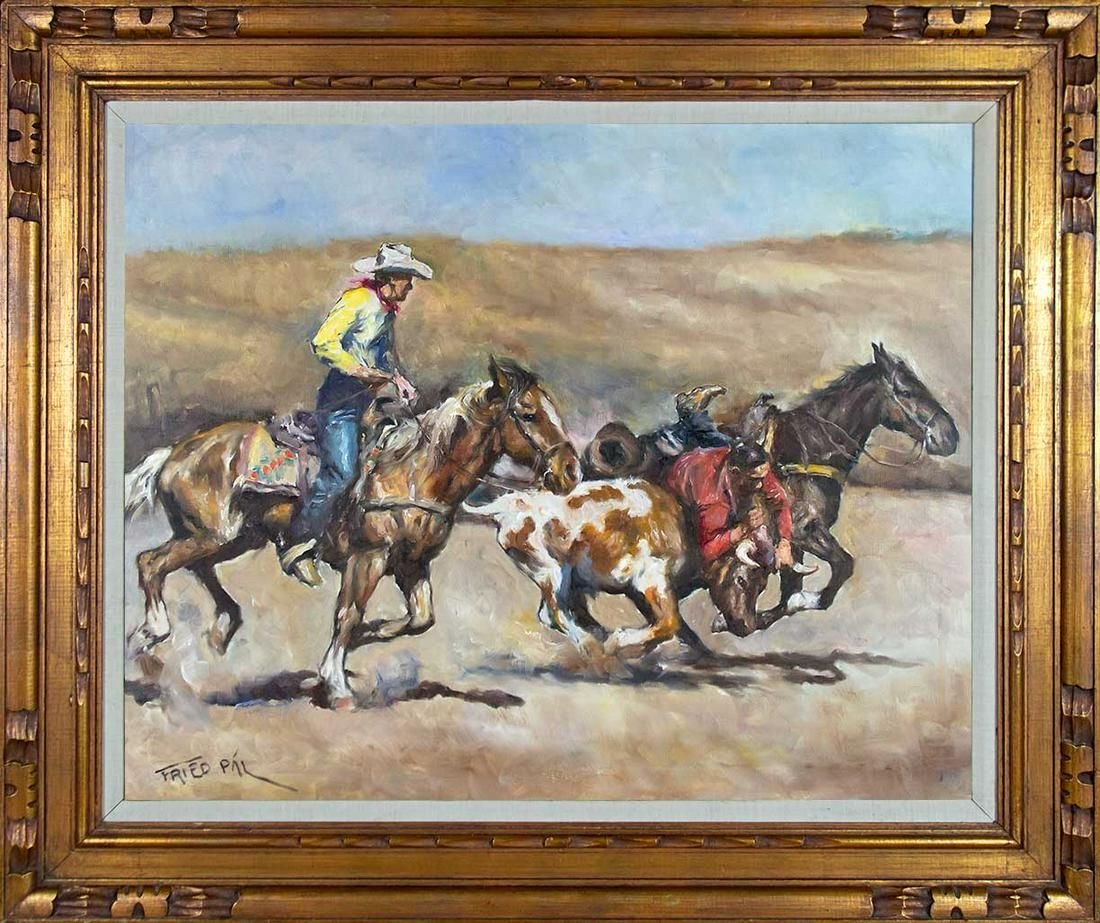
Rodeo

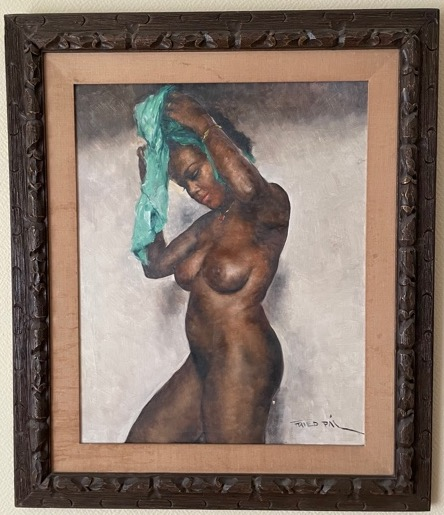
Donna nuda con tovaglia verde

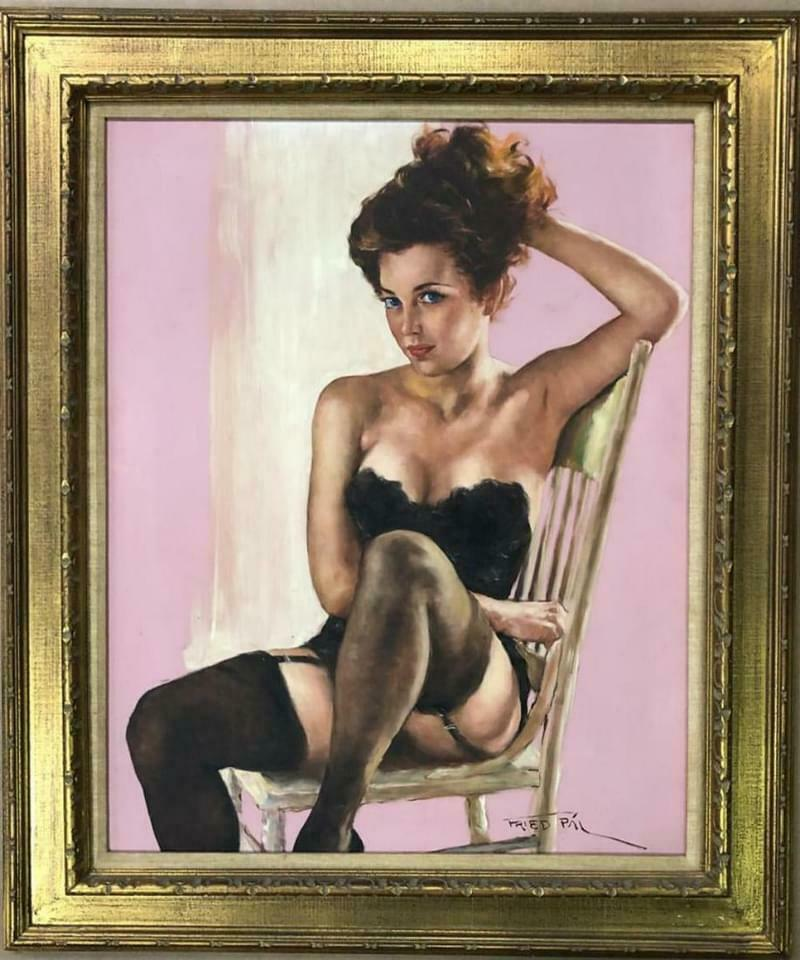
Ragazza sulla sedia (Bellezza dai capelli rossi seduta in lingerie nera)

Pál Fried ha lavorato con i pastelli ma soprattutto con olio su tela, e ha sperimentato con gli effetti di luce e con la resa del movimento, fissando l'attimo della scena raffigurata.
I suoi dipinti rappresentano principalmente figure femminili giovani e graziose ritratte sullo sfondo soprattutto di vie parigine o di altri luoghi, cowboy e paesaggi del west americano, vedute marine e anche alcuni soggetti africani e orientalisti. Nella sua produzione i nudi femminili sono numerosi, ma mai in atteggiamento volgare: egli riusciva ad esaltare il fascino e la seduzione della modella, senza ricorrere ad esibizionismi erotici.
Firmava sempre i suoi dipinti, come di consueto in Ungheria, anteponendo il cognome al nome: "Fried Pál" (Paolo). E un'altra sua caratteristica (conseguente probabilmente anche a quel tipo di pittura "commerciale" che gli rimproverava la critica) è che talora realizzava diverse versioni quasi identiche dello stesso soggetto, che differivano solo per l'espressione del viso leggermente diversa, oppure variava i colori dello sfondo o dei vestiti. E infine, molto spesso intitolava le sue opere con il nome della modella che ritraeva: forse un modo per omaggiare e rendere eterna la loro bellezza.